# Omar Larrosa
Omar Ruben Larrosa (Lanús, 1947. november 18. –) világbajnok argentin válogatott labdarúgó. 
Az argentin válogatott tagjaként részt vett az 1975-ös Copa Américán és az 1978-as világbajnokságon.

## Sikerei, díjai
Boca Juniors
- Argentin bajnok (1): 1970 Nacional

Huracán
- Argentin bajnok (1): 1973 Metropolitano

Independiente
- Argentin bajnok (2): 1977 Nacional, 1978 Nacional

Argentína
- Világbajnok (1): 1978